# الزاوية (الحديدة)

تعديل مصدري - تعديل

الزاوية هي إحدى قرى مديرية اللحية، التابعة لمحافظة الحديدة اليمنية، بلغ تعداد سكانها 1301 نسمة حسب الإحصاء الذي جرى عام 2004.